# Maria Doroteia Sofia de Oettingen
Maria Doroteia Sofia de Oettingen (29 de Dezembro de 1639 - 29 de Junho de 1698) foi uma duquesa-consorte de Württemberg graças ao seu casamento com o duque Everardo III.

## Casamento e descendência
Maria Doroteia Sofia casou-se a 20 de Julho de 1656 com o duque Everardo III de Württemberg. Deste casamento nasceram os seguintes filhos:
1. Jorge Frederico de Württemberg-Winnental (24 de Setembro de 1657 – 18 de Outubro de 1685), morto em combate.
2. Alberto Cristiano de Württemberg-Winnental (13 de Junho de 1660 – 20 de Janeiro de 1663), morreu aos dois anos e meio de idade.
3. Luís de Württemberg-Winnental (14 de Agosto de 1661 – 30 de Novembro de 1698).
4. Joaquim Ernesto de Württemberg-Winnental (28 de Agosto de 1662 – 16 de Fevereiro de 1663), morreu aos seis meses de idade.
5. Filipe Segismundo de Württemberg-Winnental (6 de Outubro de 1663 – 23 de Julho de 1669), morreu aos quatro anos de idade.
6. Carlos Frederico de Württemberg-Winnental (13 de Outubro de 1667 – 13 de Junho de 1668), morreu aos oito meses de idade.
7. João Frederico de Württemberg-Winnental (10 de Junho de 1669 – 15 de Outubro de 1693).
8. Sofia Carlota de Württemberg-Winnental (22 de Fevereiro de 1671 - 11 de Setembro de 1717), casada com o duque João Jorge II de Saxe-Eisenach; sem descendência.
9. Everardo de Württemberg-Winnental (nascido e morto em 1672).
10. Emanuel Everardo de Württemberg-Winnental (11 de Outubro de 1674 – 1 de Julho de 1675), morreu aos nove meses de idade.

## Genealogia
| Maria Doroteia Sofia de Oettingen-Oettingen | Pai: Joaquim Ernesto de Oettingen-Oettingen | Avô paterno: Luís Eberardo de Oettingen                | Bisavô paterno: Godofredo de Oettingen            |
| Maria Doroteia Sofia de Oettingen-Oettingen | Pai: Joaquim Ernesto de Oettingen-Oettingen | Avô paterno: Luís Eberardo de Oettingen                | Bisavó paterna: Joana de Hohenlohe-Waldenburg     |
| Maria Doroteia Sofia de Oettingen-Oettingen | Pai: Joaquim Ernesto de Oettingen-Oettingen | Avó paterna: Margarida de Erbach                       | Bisavô paterno: Jorge III de Erbach               |
| Maria Doroteia Sofia de Oettingen-Oettingen | Pai: Joaquim Ernesto de Oettingen-Oettingen | Avó paterna: Margarida de Erbach                       | Bisavó paterna: Ana de Solms-Laubach              |
| Maria Doroteia Sofia de Oettingen-Oettingen | Mãe: Sibila de Solms-Sonnenwalde            | Avô materno: Henrique Guilherme I de Solms-Sonnenwalde | Bisavô materno: João Jorge I de Solms-Sonnenwalde |
| Maria Doroteia Sofia de Oettingen-Oettingen | Mãe: Sibila de Solms-Sonnenwalde            | Avô materno: Henrique Guilherme I de Solms-Sonnenwalde | Bisavó materna: Margarida de Schönburg-Glauchau   |
| Maria Doroteia Sofia de Oettingen-Oettingen | Mãe: Sibila de Solms-Sonnenwalde            | Avó materna: Sofia Doroteia de Mansfeld-Arnstein       | Bisavô materno: Guilherme de Mansfeld-Arnstein    |
| Maria Doroteia Sofia de Oettingen-Oettingen | Mãe: Sibila de Solms-Sonnenwalde            | Avó materna: Sofia Doroteia de Mansfeld-Arnstein       | Bisavó materna: Matilde de Nassau                 |